# Slepá brána
Slepá brána (též Svinská brána či Brána svatého Jana) je zaniklá pražská stavba, která stávala v místech, kde se dnes nachází náměstí I. P. Pavlova a ústí Ječné ulice.

## Historie
Při budování nového barokního opevnění přestavbou nahradila dřívější „Svinskou bránu“, dříve známou pod jménem „brána svatého Jana“, pojmenovanou podle kostelíka svatého Jana, který stál v ulici Na Bojišti a který byl zbořen za husitských bouří. Slepá se nazývala proto, že nebyla průjezdná, ale pouze průchozí. Byla zavřena v 2. polovině 17. století a jako náhrada za ní byla vybudována brána Koňská. Od Slepé brány na jih měly kasárna na hradbách svá skladiště. Po zboření zbytku hradeb roku 1897 zde vzniklo nové náměstí, původně zvané Komenského (náměstí I. P. Pavlova). V těchto místech, před založením Nového Města Karlem IV. stála vesnice Bojiště.